# Sinopsis
Sinopsis je český mediální projekt neziskové organizace AcaMedia informující o současné Číně. Projekt od roku 2014 publikuje kritické texty a překlady týkající se současného dění v Čínské lidové republice a taktéž se zabývá čínským vlivem na českém území.

## Historie
Sinopsis založili
- Prof. Olga Lomová, předsedkyně správní rady AcaMedia a profesorka na Katedře sinologie Filozofické fakulty UK a
- PhDr. Martin Hála, Ph.D., ředitel a zakladatel AcaMedia z.ú.[2]

společně se svými spolupracovníky.
V roce 2022 Univerzita Karlova udělila projektu Sinopsis Cenu Miloslava Petruska za prezentaci UK.
V roce 2025 vystoupil Martin Hála jako ředitel projektu Sinopsis v pořadu Interview ČT24.

## Kontroverze
Sinopsis publikuje každý týden nepodepsané články o Číně. Složení redakční rady ani etický kodex nebyly zveřejněny (stav duben 2025).
Český politolog a diplomat Petr Drulák kritizoval projekt za "cílené jednostranné reportování" a rovněž za financování ze strany americké National Endowment for Democracy (NED). Drulák taktéž kritizoval nedostatečnou odbornost profesorky Lomové v oblasti mezinárodních vztahů, politiky a ekonomie.